# Season of Glass (álbum de Yoko Ono)
Season of Glass es el quinto álbum de estudio de Yoko Ono, su primer lanzamiento tras el asesinato de John Lennon. El álbum fue lanzado a menos de seis meses tras la muerte de Lennon y lo menciona directamente en canciones del álbum tales como "Goodbye Sadness" y "I Don't Know Why". Season of Glass alcanzó el puesto 49 en las listas Billboard 200, lo que lo convierte en el álbum como solista más exitoso de Ono hasta la fecha.
La portada muestra los lentes ensangrentados de Lennon, colocados junto a un vaso de agua medio lleno, con una vista de Central Park de fondo; la mancha de sangre en el lente izquierdo se debe a que Lennon estaba usando esos lentes en el momento que fue asesinado meses antes. Un joven Sean Lennon, hace su debut musical, con 5 años de edad, al participar narrando una historia que su padre solía contarle en la pista "Even When You're Far Away".
Se creó un video musical para "Goodbye Sadness" con imágenes de John y Yoko juntos. El vídeo se proyectó en el primer episodio de Saturday Night Live de la séptima temporada.

## Lista de canciones
| N.º | Título                       | Duración |  |
| 1.  | «Goodbye Sadness»            | 3:51     |  |
| 2.  | «Mindweaver»                 | 4:24     |  |
| 3.  | «Even When You're Far Away»  | 5:22     |  |
| 4.  | «Nobody Sees Me Like You Do» | 3:33     |  |
| 5.  | «Turn of the Wheel»          | 2:44     |  |
| 6.  | «Dogtown»                    | 3:23     |  |
| 7.  | «Silver Horse»               | 3:03     |  |
| 8.  | «I Don't Know Why»           | 4:18     |  |
| 9.  | «Extension 33»               | 2:45     |  |
| 10. | «No No No»                   | 2:45     |  |
| 11. | «Will You Touch Me»          | 2:38     |  |
| 12. | «She Gets Down on Her Knees» | 4:15     |  |
| 13. | «Toyboat»                    | 3:33     |  |
| 14. | «Mother of The Universe»     | 4:31     |  |

## Reedición
La reedición de Rykodisc de 1997 agregó pistas adicionales del sencillo "Walking on Thin Ice" y una demostración a cappella de "I Don't Know Why", grabada un día después de la muerte de Lennon. Las demostraciones de canciones de Season of Glass grabadas con Lennon en la década de 1970 también se lanzaron como canciones adicionales junto a otras reediciones de Ono, incluida una versión acústica de la canción "Dogtown" del álbum Approximately Infinite Universe. El álbum inédito de 1974, A Story, también contenía pistas que luego fueron regrabadas para Season of Glass, tales como "She Gets Down On Her Knees" y "Will You Touch Me". También fue lanzado por Rykodisc el mismo año.

## Versiones
Tres canciones de este álbum fueron reescritas y reeditadas por otros músicos en el álbum de versiones de Yoko Ono "Yes, I'm A Witch" en 2007. El músico Anohni reeditó "Toyboat", el grupo The Apples in Stereo lo hizo con la canción "Nobody Sees Me Like You Do" y Jason Pierce con "Walking on Thin Ice".

## Posición en las listas
Season of Glass llegó hasta el lugar número 49 en el Billboard 200, lo que lo convierte en el álbum solista más exitoso de Ono hasta la fecha.
Pitchfork incluyó a Season of Glass como uno de los mejores 200 álbumes de la década de los 80.